# Kämmerérite
La kämmerérite est une variété chromifère du clinochlore du groupe des silicates et du sous-groupe des phyllosilicates de formule (Mg,Cr)6[(OH)8AlSi3O10]. Elle appartient à la famille des chlorites. Elle est composée de silicium, d'oxygène, d'aluminium et des groupes oxhydryles, outre le magnésium et le chrome. Ce dernier élément est présent pour 6 % comme oxyde, et il caractérise le minéral en lui donnant sa couleur pourpre typique.

## Inventeur et étymologie
Décrite par le minéralogiste finlandais Nils Gustaf Nordenskiöld en 1841. le minéral a été dédié à A. Kämmerer, de Saint-Pétersbourg, Directeur des mines.

## Topotype
- Hardadinsk, Russie

## Cristallographie
- Paramètres de la maille conventionnelle : a = 5,3 Å, b = 9,3 Å, c = 14,3 Å, Z = 2, β = 97° ; V = 699,59 Å3
- Densité calculée = 2,83

## Gîtologie
La kämmerérite est fréquente dans les gisements de chromite. C'est un minéral de basse température formé par l'altération hydrothermale des minéraux ferro-magnésiens formant les péridotites et les dunites.

### Minéraux associés
- uvarovite

### Habitus
Les cristaux peuvent être tabulaires, à contour pseudo-hexagonal, prenant parfois un aspect aciculaire, tant ils sont allongés. Notons la présence de macles par contact ou pénétration, ou encore les agrégats en sphères, dont émergent de la surface, des cristaux pointus.
Les cristaux se trouvent aussi en fines lamelles micacées ou réunies en paquets et incluses dans la roche.

## Synonymes
- Chrome-Chlorite (Lapham, D.M. 1958)[2]
- Chrome-Clinochlore
- Kotschubéite[3]
- Rhodochrome (Rodochromite) (Gutave Rose): désignait surtout une roche formée de chlorites et de grenats[4].
- Rhodophyllite (Dr F. A. Genth 1852) Nom proposé pour une kämmerérite trouvée au Texas[5].
- Septekämmererite

## Galerie

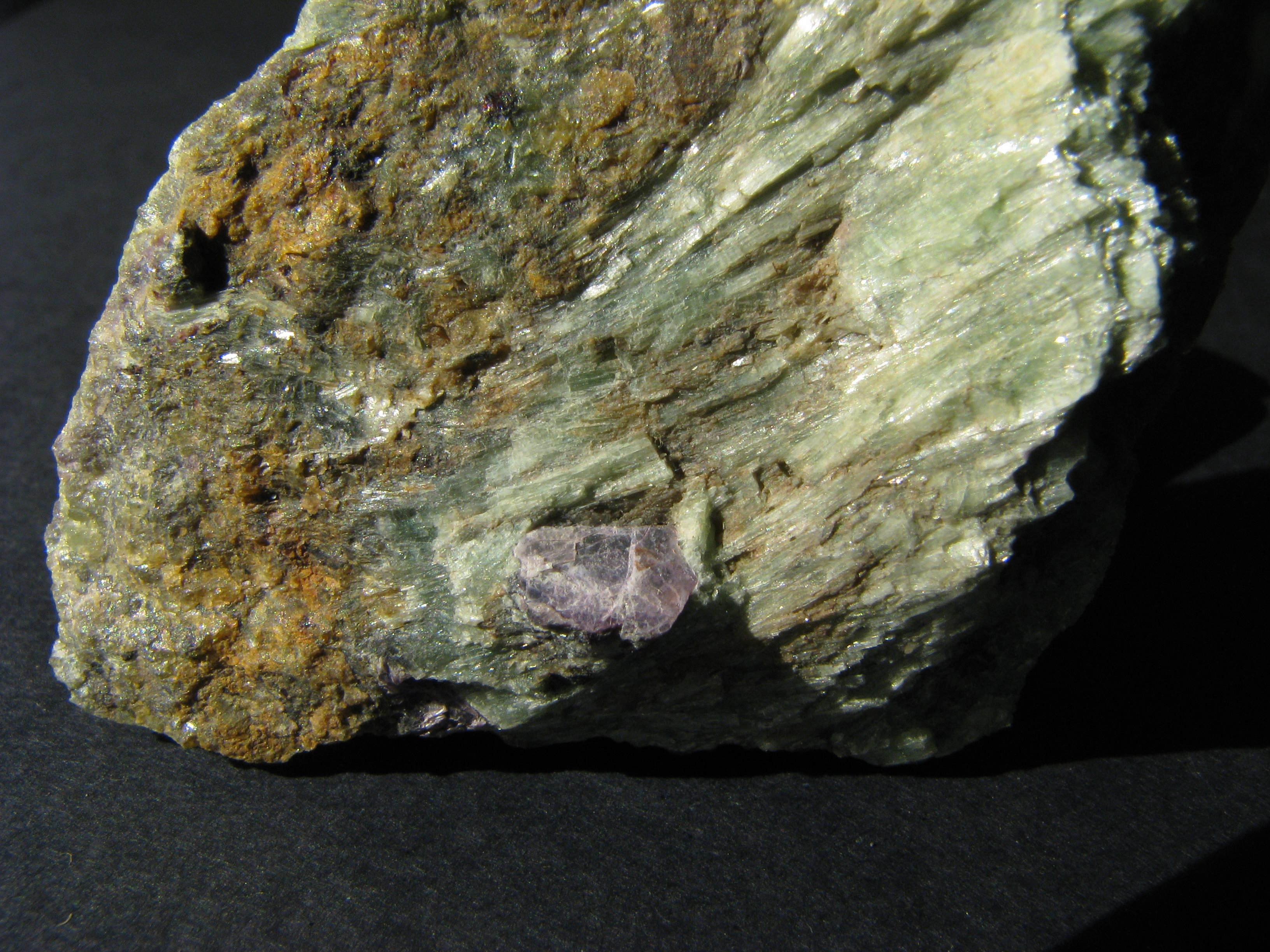
Kämmerérite - Val Locana, Piémont Italie
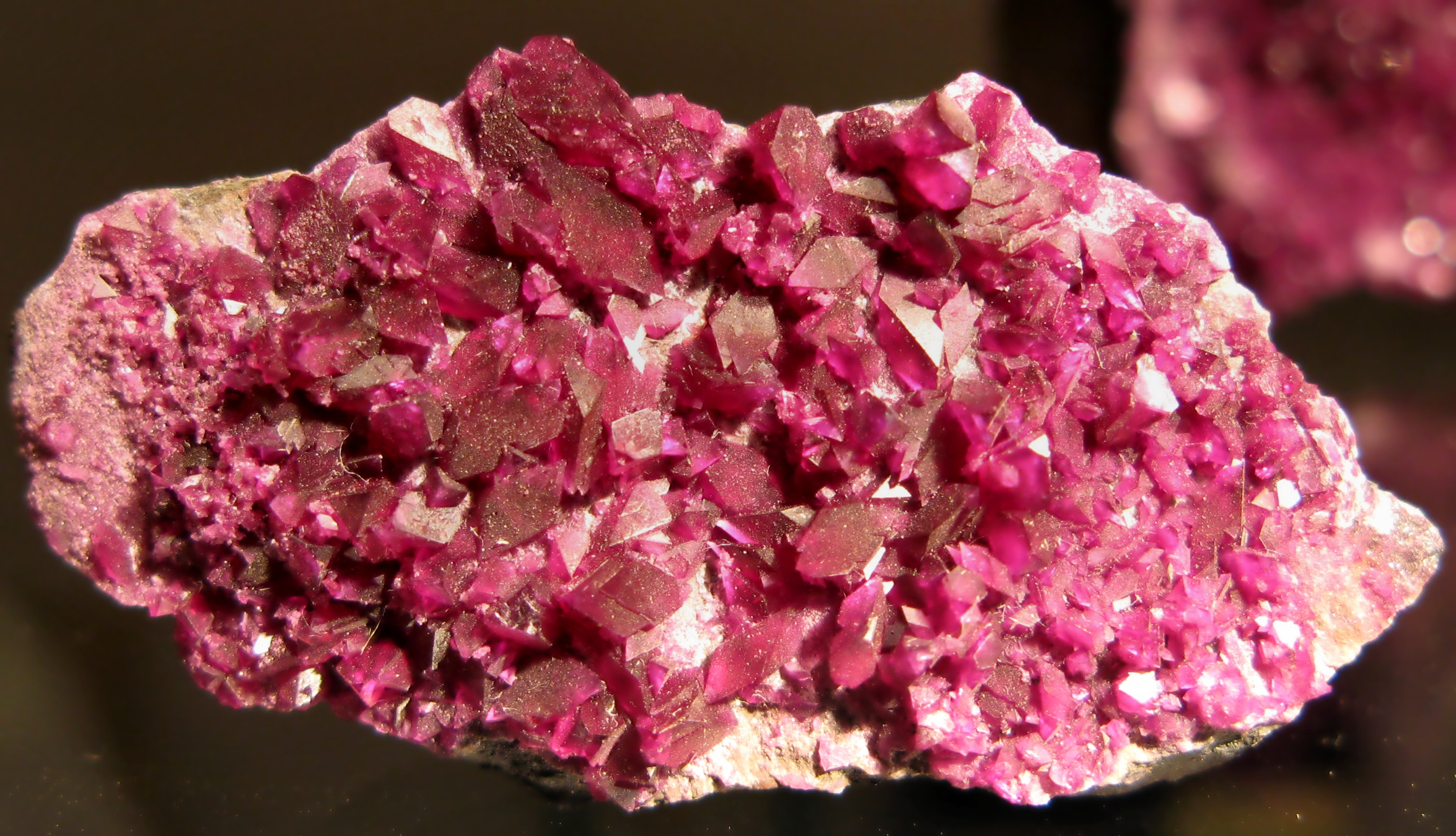
Kämmerérite - Erzurum - Turquie
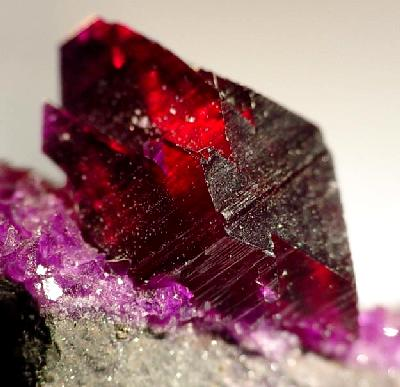
Kämmerérite, Turquie, cristal de 1,2 cm

## Gisements remarquables
Italie
- Val Locana, Piémont

 Russie
- Hardadinsk
- Syssersk, Oural, Sibérie,

 Turquie
- Mine d'Erzincan[6]
- Mines de Kop Krom et Kop Daglan, près d'Erzurum[6],[7]